# چیری
چیری (انگلیسی: Chirri؛ زادهٔ ۶ ژوئن ۱۹۹۰) بازیکن فوتبال اهل اسپانیا است.
وی همچنین در تیم ملی فوتبال زیر ۱۹ سال اسپانیا بازی کرده‌است.